# Museum Deutscher Fayencen
Das Museum Deutscher Fayencen zeigt deutsche Fayencen des 17. und 18. Jahrhunderts. Es informiert über die Geschichte, Produktionsweise und Berufe dieser Keramikkunst. Anhand von Exponaten werden typische Dekore und Materialien erklärt. Die Bedeutung der Fayence für die Wohn- und Tischkultur des Barock und Rokoko wird verdeutlicht.
Mit rund 1.000 Exponaten zählt die Sammlung an Fayencen zu den größten und bedeutendsten in Europa. Bereits in der Planungsphase 2009 stand fest, dass das Museum Deutscher Fayencen in seiner Art einzigartig in Deutschland sein wird.

## Lage
Das Museum ist im Schloss Höchstädt in Höchstädt an der Donau untergebracht. Der Fayencemarkt in Deutschland wurde im 17. und 18. Jahrhundert von rund 100 Manufakturen bestritten. Höchstädt selbst verfügte über keine eigene Fayence-Manufaktur. Doch der Ort liegt umgeben von traditionsreichen Herstellungsorten wie Oettingen in Bayern, Augsburg oder Friedberg. Im nahegelegenen Donauwörth existierte ab 1740 für ein Jahr eine eigene Manufaktur. Das Museum Deutscher Fayencen ist im ersten Stock des Schlosses angesiedelt, in den ehemaligen pfalzgräflichen Wohnräumen. Die Ausstellungsfläche umfasst beinahe 900 Quadratmeter.

## Geschichte
Die Bayerische Verwaltung der staatlichen Schlösser, Gärten und Seen erwarb die meisten der hochwertigen Ausstellungsobjekte in den Jahren 1989 bis 1991 aus der Sammlung Klaus Nottbohm. Hinzu kamen kostbare Exponate aus der Münchner Residenz und eigene Ausstellungsstücke. Ankäufe und Schenkungen folgten mit den Jahren.
Im Jahr 2005 veröffentlichte die Bayerische Schlösserverwaltung, dass in Schloss Höchstädt ein Museum deutscher Fayencen eingerichtet werden soll. Bis die Restaurierung des Obergeschosses abgeschlossen sein würde, wurden in anderen Räumen der Anlage 200 der etwa 1.000 Fayencen ausgestellt.
Bei der Renovierung der Räumlichkeiten, wurden Wandmalereien aus dem 18. und 19. Jhd. entdeckt, die ebenso wie die Stuckkassettendecken von ca. 1600 Teil der Ausstellungsräume sind.
Vier Monate vor der Eröffnung waren die meisten der 1.000 Exponate schon vor Ort. Ab dem 21. Dezember 2009 installierte der Ofenbauer Matthias Pittroff einen Fayenceofen in leicht verkleinertem Maßstab. Der Ofen wurde in dreiwöchiger Arbeit nach Skizzen von Cipriano Piccolpasso aus dem 16. Jahrhundert hergestellt.
Am 29. April 2010 wurde das erste „Museum Deutscher Fayencen“ vom damaligen bayerischen Finanzminister Georg Fahrenschon eröffnet. Mit der Eröffnung des Museums als weiteres kulturelles Angebot hoffte der Sprecher der Schlösserverwaltung Jan Björn Potthast, „dass das Höchstädter Schloss ein Kulturzentrum in der Region wird.“
Im Jahr 2012 folgte der Bau eines modernen Nebengebäudes am Schloss als Empfang für die Museen. Auf der großflächigen Fassade werden das Museum Deutscher Fayencen und aktuelle Ausstellungen annonciert.
Das Museum beteiligt sich an institutionenübergreifenden Themenveranstaltungen, wie beispielsweise 2010 an der Barockwoche der Bayerischen Schlösserverwaltung.
Das Museum Deutscher Fayencen wählte den Mops als Erkennungstier. Die Hunderasse, aber auch der Mops-Orden und seine skurrilen Praktiken waren in der Zeit der Fayence sehr populär.

## Exponate

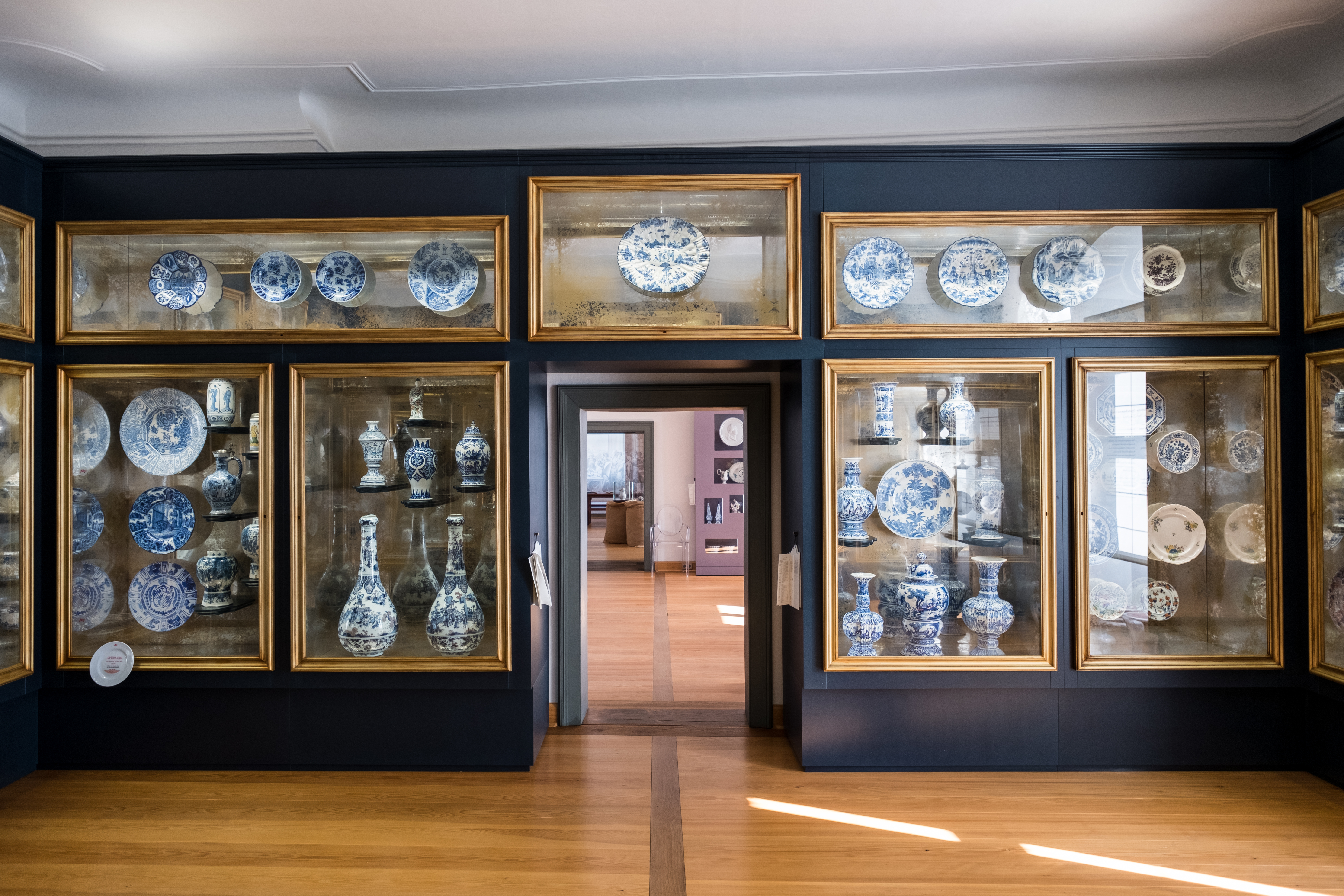
Blick in die Ausstellungsräume

Im Jahr 2021 sind Ausstellungsstücke aus insgesamt 58 Fayence-Manufakturen im Bestand des Museums. Als Künstler sind nicht nur Manufakturen vertreten, sondern auch Hausmaler, wie beispielsweise Abraham Halmhack (1654–1724). Die meisten Exponate stammen aus der Blütezeit der deutschen Fayence, von 1730 bis 1770. Die Präsentation der Museumsobjekte erfolgt mitunter in Szenen ihres Gebrauchs, wie zum Beispiel ein eingedecktes Tafelservice. Anekdoten begleiten die Exponate. Die Museumskonzept enthält interaktive Elemente. Kinder und Jugendliche werden gezielt angesprochen.
Die Bandbreite der Schaustücke umfasst sowohl Nutz- als auch Prestigeobjekte, einfache oder in der Produktion teure, mit Muffelfarbe bemalte Exemplare. Die Exponate zeigen handwerkliches Können und kreativen Einfallsreichtum. Selbst die schlicht gestalteten Alltagsgegenstände, wie Geschirr für die Morgentoilette oder Nachttöpfe, sind dekorativ verziert. Andere Nutzgegenstände sind üppig gestaltet und bemalt. Sie erfüllten ihre Funktion und sorgten für Gesprächsstoff.
Verzierungen mit mystischen Wesen fanden häufig Verwendung bei kulinarischen Objekten. Andere Exemplare illustrieren die damals neue Konsumgewohnheit Kaffee in Gegenständen und Dekorationsmotiven. Ausgestellt sind ferner Stücke mit Jagdszenen.
Auswahl an Exponaten
- floral gestaltete Terrine, mit zwei Adlerköpfen als Griffen[26]
- Schüssel mit Deckel in Form eines Blumenkohls[22]
- Teekanne in Form eines Baumstamms mit Ästen[27]
- Deckeldosen in Schildkrötenform, Verwendung z. B. als Butterdose[28]
- Puppengeschirr[29]
- Stockgriff in Form eines Hundekopfes[30]
- fast 50 cm hoher Tischbrunnen in Form eines Fisches, der von einem Raubvogel angegriffen wird[31]
- Wandbrunnen in Form einer Muschel[32]
- perforiertes Potpourri[33] und Blumenvase[34]
- Pietà für einen Hausaltar[35]
- Reliefportrait der Kaiserin Maria Theresia[36]
- figürliche Kleinplastik, gearbeitet fein wie Porzellan[37]

Die Herstellung von Fayencen wird anhand der Reproduktion des Brennofens verdeutlicht. Der Ofen veranschaulicht die Schwierigkeit, die exakt benötigte Temperatur einzuheizen. Die schwierigen Arbeitsbedingungen unter hohen gesundheitlichen Belastungen der Fayenciers wird nachvollziehbar.